# Mont Brouillard
Der Mont Brouillard ist eine Erhebung aus dem Grat, der von Süden zum Mont Blanc hinauf zieht. Er hat eine Höhe von 4069 m s.l.m., eine Schartenhöhe von 39 Metern über den Col Émile Rey und eine Dominanz von 0,2 Kilometern zum Picco Luigi Amedeo. Er befindet sich im italienischen Teil der Mont-Blanc-Gruppe in der Region Aostatal. Erstmals bestiegen wurde er 1906 durch Karl Blodig, Oscar Eckenstein und Alexis Brocherel.
Bewertet werden die Gesamt-Schwierigkeiten heute mit Ziemlich schwierig (ZS) und beim Klettern mit II.
Der heutige französische Name bedeutet wörtlich Nebelberg, dennoch wird eine andere etymologische Wurzel angenommen. Joseph-Marie Henry vermutete einen Zusammenhang mit aostanisch-frankoprovenzalischen broillà, was etwa aus sumpfigen Terrassen bestehendes Gelände bedeutet.

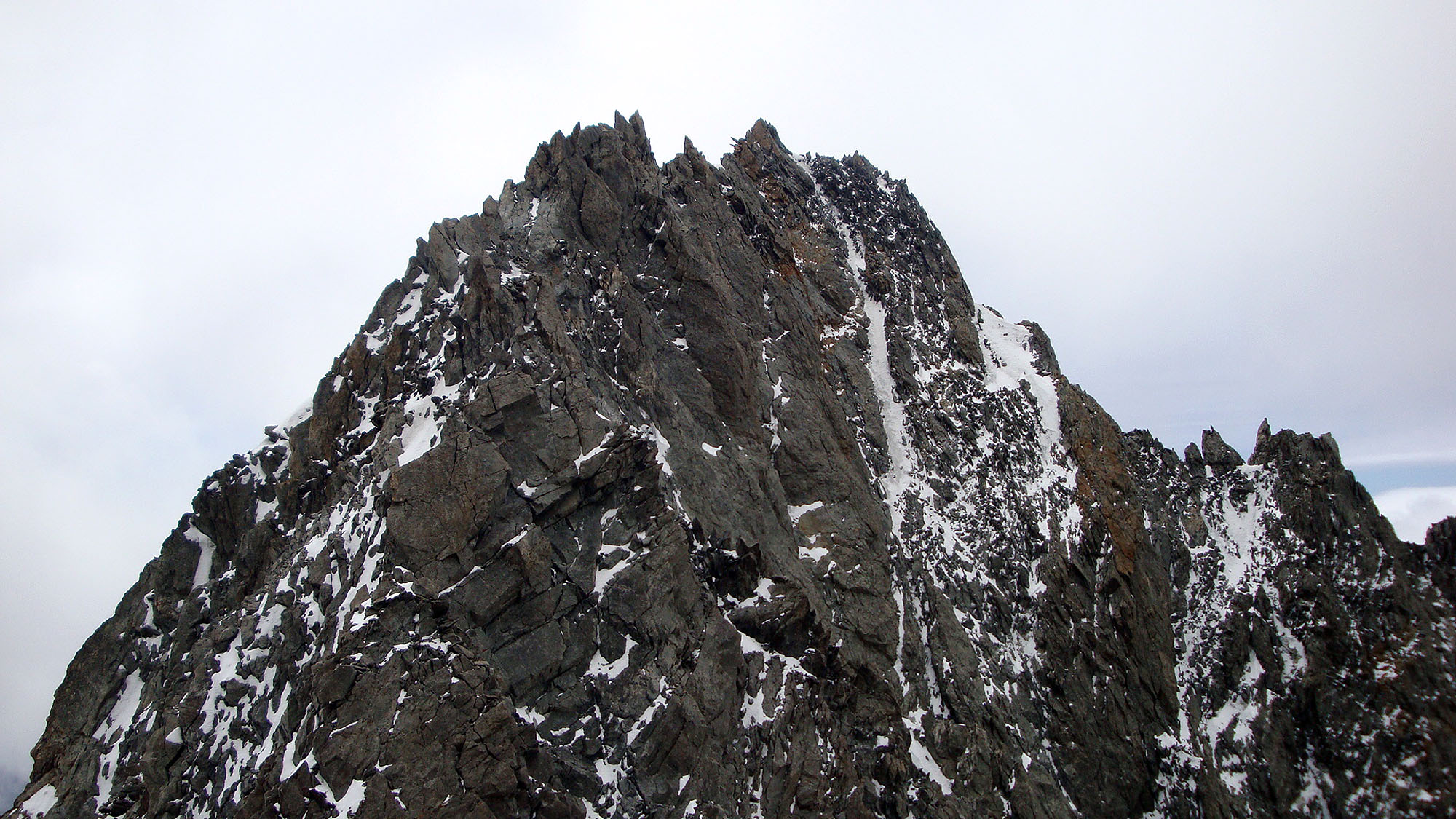
Ansicht des Gipfels vom Col Émile Rey